# Zungenförmiger Hörnling
Der Zungenförmige Hörnling (Calocera glossoides) ist eine Pilzart aus der Familie der Gallerttränenverwandten. Wie alle Hörnlinge (Calocera) bildet er hornartige und büschelig wachsende Fruchtkörper aus, die gelblich gefärbt sind. Die Art ist aus verschiedenen europäischen Ländern bekannt, wächst saprobiontisch auf totem Laubholz und verursacht im Substrat eine Weißfäule.

## Merkmale

### Makroskopische Merkmale
Die Fruchtkörper des Zungenförmigen Hörnlings sind gelb bis goldbraun, lanzett- oder pfriemförmig und 10 × 1 mm groß. Häufig wachsen sie gesellig bis büschelig. Ihre Oberfläche ist klebrig und in Längsrichtung gerunzelt, wodurch sie an die von Morcheln erinnert. Sie verfügen über einen deutlich ausgebildeten sterilen Stiel, der Rest des Fruchtkörpers ist mit fertilem Hymenium bedeckt.

### Mikroskopische Merkmale
Die Hyphenstruktur ist monomitisch, besteht also nur aus generativen Hyphen. Der innerste Fruchtkörper besteht aus einem kompakten Hyphengeflecht, umgeben von einer lockereren Struktur, die wiederum von einer kompakten Fruchtschicht überlagert wird. Die Sporen sind glatt und inamyloid und verfügen über ein bis drei Septen. Die Art verfügt wie alle Hörnlinge nicht über Zystiden, die Hyphen weisen keine Schnallen auf.

## Verbreitung
Calocera glossoides ist bislang nur aus Europa bekannt. Dort reicht die Verbreitung von Frankreich und Großbritannien bis nach Schweden und Südostpolen. Die Art gilt in ihrem gesamten Verbreitungsgebiet als selten.

## Ökologie
Calocera glossoides ist ein Saprobiont auf abgestorbenen Laubbäumen, in deren Holz sie durch Abbau von Zellulose, Hemizellulose und Lignin eine Weißfäule hervorruft. Häufigste Substrate sind Ahorne (Acer spp.), Buchen (Fagus spp.) und Eichen (Quercus spp.). Meist werden liegende Stämme besiedelt.

### Einzelnachweis
1. ↑  
Gunter B. Schlechte, Walter Keitel: Braun- und Weißfäulepilze: Erhebungen in nordrhein-westfälischen Naturwaldzellen auf der Basis von Stichproben zum Maximalaspekt. In: Forstarchiv. Band 78, 2007, S. 224–230 (repro-mayr.de [PDF; 1,5 MB]).